# Paracles alonia
Paracles alonia är en fjärilsart som beskrevs av William Schaus 1933. Paracles alonia ingår i släktet Paracles och familjen björnspinnare. Inga underarter finns listade i Catalogue of Life.